# Zonder titel (André Volten, 1984)
In het Bella Vistapark in Amsterdam-Oost staat een titelloos kunstwerk.
Het werk is afkomstig van André Volten, die in opdracht van de Dienst der Publieke Werken een beeld mocht ontwerpen voor een nieuw hoofdkantoor van het GEB. Plaatsing dan wel onthulling vond plaats rond 23 mei 1985. Het hoofdkantoor stond destijds aan de Spaklerweg 20. Bij een grondige sanering van de terreinen rond dat terrein in de eerste twintig jaar van de 21e eeuw werd het beeld uitgegraven en bovengronds opgeslagen op de terreinen van de voormalige Zuidergasfabriek, Korte Ouderkerkerdijk 45, Amsterdam. In 2020 was de grond zodanig gereinigd en het park aangelegd, dat plaatsing van het beeld in het Bella Vistapark mogelijk was. 
Het plastiek bestaat uit drie fors geschapen scheve kubussen, die ook nog eens scheef op elkaar geplaatst zijn. Het gebruikte materiaal is hier roestvaststaal. Het is monochroom beschilderd, maar door verschil in lichtinval lijkt het diverse tinten grijs te hebben. De versie 2020 kreeg een nieuwe verflaag, dit maal aluminiumgrijs.

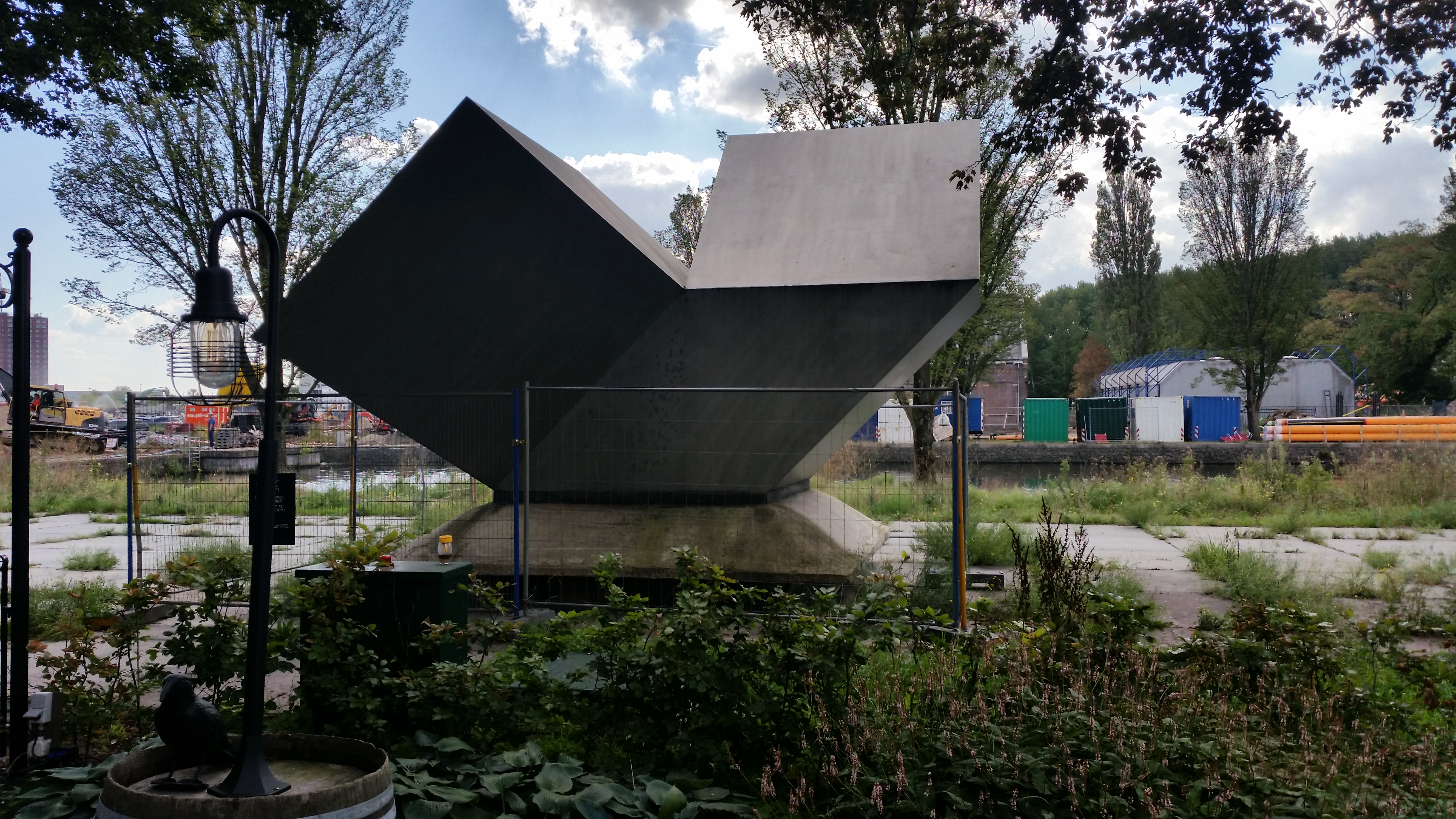
Uitgegraven kunstwerk van Volten (september 2018)